# 禹会区全民健身体育中心
禹会区全民健身体育中心建于2016年，是安徽省蚌埠市禹会区的一座综合性体育中心，位于东海大道与黄山大道交叉口，毗邻安徽财经大学商学院。禹会区全民健身体育中心占地面积45.936亩，建筑面积7059平方米，建筑主体为乳白色正方体设计，并镶嵌有玻璃幕墙，建筑下方设计有三角形的镂空装饰。

## 设施介绍
禹会区全民健身体育中心包括一栋主体建筑和露天篮球场、露天网球场、露天排球场等，其中主建筑的构造如下：
- 1F：综合球类大厅（2500平方米），可举行篮球、羽毛球、排球等球类比赛。
- 2F：2间体质监测室、2间体育教学室、乒乓球室等。
- 3F：有氧健身区、力量健身区、台球室、棋牌室等。[1]

## 承办赛事
- 2018年安徽省第十四届运动会

## 相关链接
- 龙子湖区全民健身体育中心
- 蚌埠体育中心

## 资料来源
1. ↑  苗成韬. . 蚌埠新闻网. 2018-07-11  [2018-07-24].[永久]

32°55′20.33″N 117°15′45.16″E / 32.9223139°N 117.2625444°E